# Leonardo McNish
Leonardo McNish Christie (Ciudad de Guatemala; 14 de octubre de 1946-4 de diciembre de 2021) fue un futbolista guatemalteco que jugaba como defensa.

## Trayectoria
Inició jugando en la Segunda División de Guatemala en 1964 con el equipo Malacateco, luego fue al Marquense y debutó en la Liga Nacional con el Comunicaciones en 1967.
Posteriormente pasó por el Suchitepéquez, Municipal, Tipografía Nacional y nuevamente retornó a Municipal. Con el "club rojo", tuvo sus mejores momentos y fue apodado Nayo o san Nayo, ya que aparecía en los partidos más importantes, mostrando su sagacidad defensiva.
Luego, estuvo en el Cobán Imperial, hasta retirarse en 1980. En total, anotó 34 goles en la Liga Nacional; 30 con Municipal, 2 con Suchitepéquez, 1 con Tipografía Nacional y 1 con Cobán Imperial.

## Selección nacional
Fue llamado a jugar el Preolímpico de Concacaf de 1976 con Guatemala, donde anotó en la serie ganada ante Costa Rica. Terminaría calificando a los Juegos Olímpicos de Montreal, pero no fue uno de los 17 convocados.
En la eliminatoria hacia la Copa Mundial de Argentina 1978, disputó el empate a cero ante Costa Rica y anotó el primer gol en la victoria de 3-1 sobre El Salvador.

### Participaciones en clasificatorias
| Clasif.              | Sede   | Resultado | Part. | Goles |
| -------------------- | ------ | --------- | ----- | ----- |
| Clasif. Mundial 1978 | Varias | Eliminado | 2     | 1     |

## Clubes
| Club                | País      | Año       |
| ------------------- | --------- | --------- |
| Malacateco          | Guatemala | 1964      |
| Marquense           | Guatemala | 1965-1966 |
| Comunicaciones      | Guatemala | 1967      |
| Suchitepéquez       | Guatemala | 1968-1969 |
| Municipal           | Guatemala | 1970-1971 |
| Tipografía Nacional | Guatemala | 1971-1972 |
| Municipal           | Guatemala | 1972-1977 |
| Cobán Imperial      | Guatemala | 1978-1980 |

## Palmarés

### Títulos nacionales
| Título                    | Equipo    | País      | Año  |
| ------------------------- | --------- | --------- | ---- |
| Liga Nacional             | Municipal | Guatemala | 1973 |
| Liga Nacional             | Municipal | Guatemala | 1974 |
| Liga Nacional             | Municipal | Guatemala | 1976 |
| Copa Campeón de Campeones | Municipal | Guatemala | 1977 |

### Títulos internacionales
| Título                           | Equipo    | País      | Año  |
| -------------------------------- | --------- | --------- | ---- |
| Copa Fraternidad Centroamericana | Municipal | Guatemala | 1974 |
| Copa de Campeones de la Concacaf | Municipal | Guatemala | 1974 |
| Copa Fraternidad Centroamericana | Municipal | Guatemala | 1977 |